# City of Birmingham Symphony Orchestra

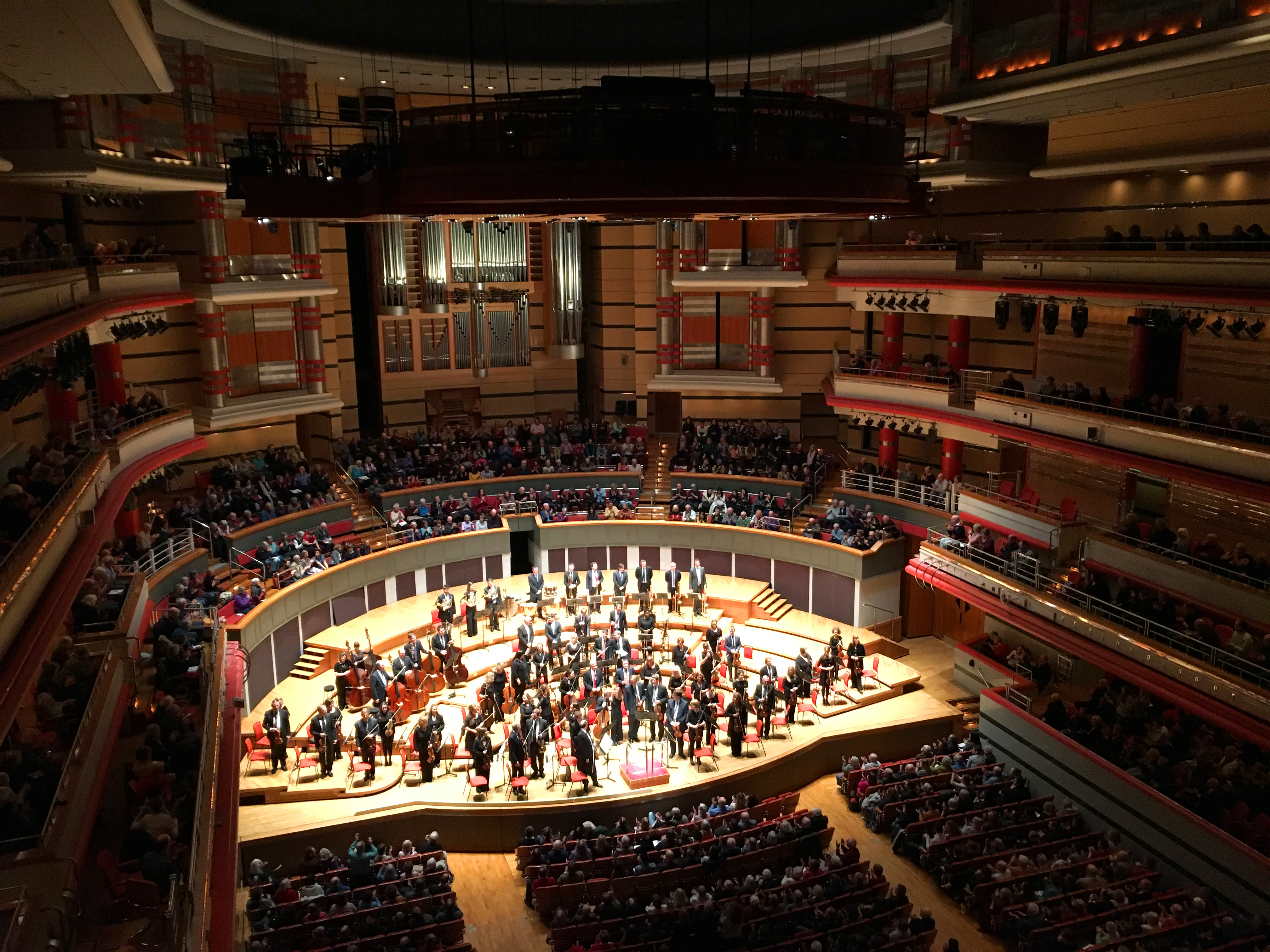
Het CBSO met Mirga Gražinytė-Tyla in de Birmingham Symphony Hall in 2017

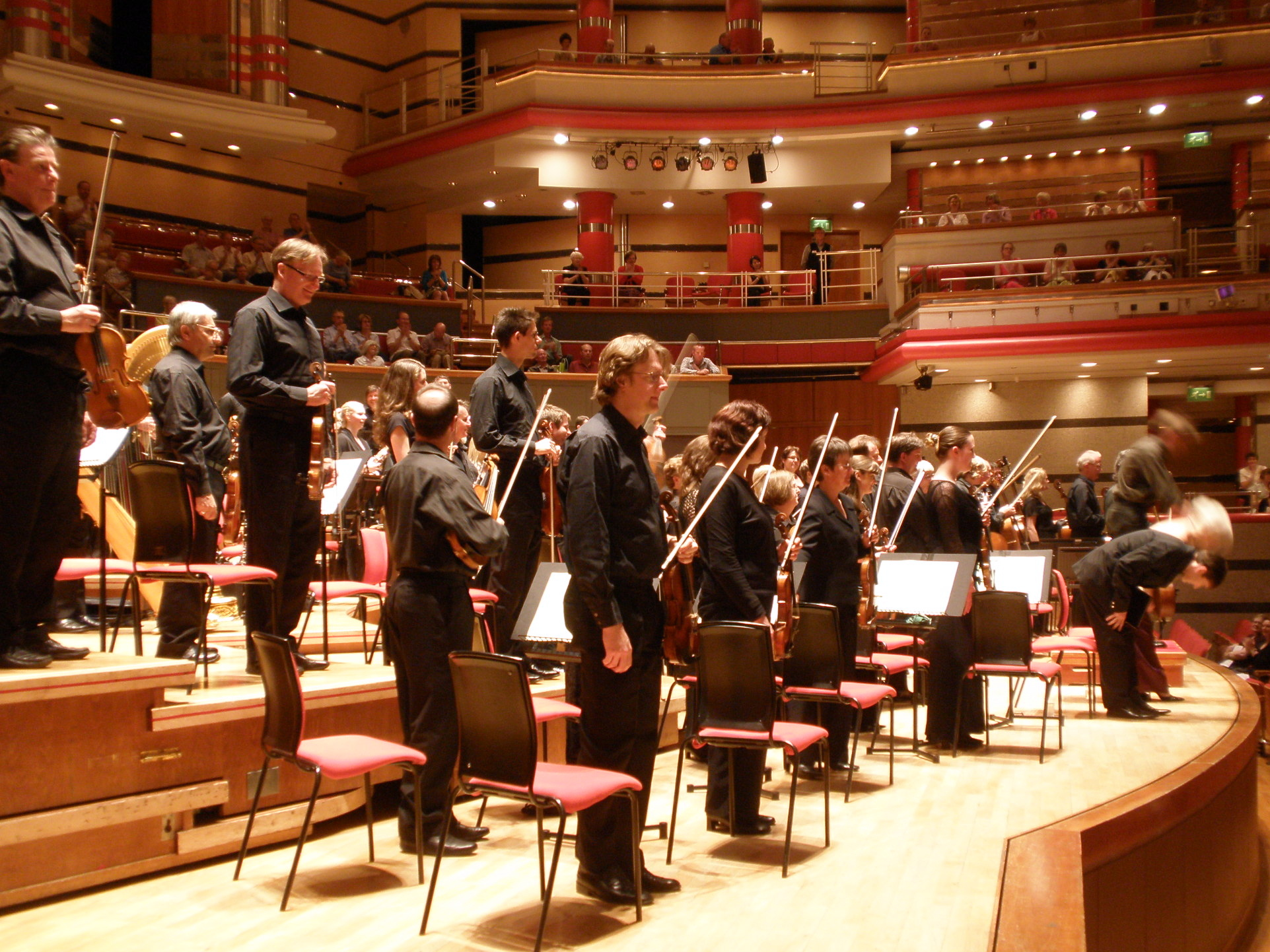
Het CBSO in de Birmingham Symphony Hall in 2010

Het City of Birmingham Symphony Orchestra (CBSO) is een Brits symfonieorkest met als thuisbasis Birmingham. Het orkest is opgericht in 1920 als het City of Birmingham Orchestra. Chef-dirigente was sinds 2016 Mirga Gražinytė-Tyla, die deze positie in 2022 verruilde voor die van eerste gastdirigent. Haar opvolger Kazuki Yamada trad aan in april 2023 met een contract voor 4½ jaar. Hij was al eerste gastdirigent sinds 2018, zodat beide dirigenten van plaats ruilden.

## Geschiedenis
Het orkest is opgericht door de plaatselijk vooraanstaande industrieel Neville Chamberlain (de latere Britse premier), met sterke steun van de componist Granville Bantock, die 'Peyton Professor of Music' was aan de Universiteit van Birmingham. Diens Overture Saul klonk bij het eerste openbare concert onder Appleby Matthews in september 1920. Twee maanden later vond het officiële openingsconcert plaats met als dirigent Edward Elgar, die een aantal eigen composities uitvoerde. Het orkest werd pas echt professioneel in 1944 en veranderde toen zijn naam in de huidige.
Rattle
Hoewel het CBSO regulier concerten gaf en diverse opnamen achter zijn naam had staan, had het vooral lokale bekendheid, maar het beleefde een doorbraak toen in 1980 Simon Rattle de dirigeerstok overnam. Deze combinatie leverde internationaal geprezen uitvoeringen en opnamen op van werken uit het romantische en moderne 20e-eeuwse repertoire, vooral werken van Jean Sibelius en Gustav Mahler. Het orkest heeft ook huiscomponisten gekend met de titel 'Radcliffe Composer in Association', onder wie Mark-Anthony Turnage (tot 1995), Judith Weir (tot 2001) en Julian Anderson (tot 2005).
Symphony Hall
Sinds 1991 concerteert het CBSO in de Symphony Hall aan Broad Street in Birmingham, met een concertzaal voor bijna 2300 stoelen. Concerten in kleinere bezetting worden sinds 1997 gegeven in het nabijgelegen CBSO Centre met plaats voor 310 toehoorders.
Gelieerd aan het orkest is het in 1973 opgerichte City of Birmingham Symphony Chorus, dat sinds 1983 onder leiding staat van Simon Halsey. Hij dirigeert onder meer de jaarlijkse kerstconcerten van orkest en koor.
Met ingang van april 2017 verlaagde het stadsbestuur van Birmingham de financiële ondersteuning van het orkest met 25%.

## Chef-dirigenten
- benoemd m.i.v. april 2023: Kazuki Yamada[1]
- 2016-2022: Mirga Gražinytė-Tyla
- 2008-2015: Andris Nelsons
- 1998-2008: Sakari Oramo
- 1980-1998: Simon Rattle
- 1969-1978: Louis Frémaux
- 1960-1969: Hugo Rignold
- 1959-1960: Adrian Boult
- 1957-1959: Andrzej Panufnik
- 1951-1957: Rudolf Schwarz
- 1944-1951: George Weldon
- 1930-1943: Leslie Heward
- 1924-1930: Adrian Boult
- 1920-1924: Appleby Matthews